# Hermann-Staudinger-Gymnasium Erlenbach
Das Hermann-Staudinger-Gymnasium ist ein Gymnasium mit einem naturwissenschaftlich-technologischen und einem wirtschaftswissenschaftlichen Zweig in Erlenbach am Main im Landkreis Miltenberg. Es wurde 1965 gegründet.

## Geschichte
Die Entwicklung in der Nachkriegszeit hatte die Bevölkerungszahl im Landkreis Obernburg am Main bis 1964 auf über 60.000 Einwohner anschwellen lassen, jedoch gab es immer noch kein eigenes Gymnasium. Die damals 470 Oberschüler besuchten die Gymnasien in Aschaffenburg und Miltenberg. Diese Tatsachen und der bayerische Schulentwicklungsplan aus dem Jahr 1963, der die Errichtung von 107 neuen Gymnasien vorsah, gaben den Anstoß zu den Bemühungen um die Gründung eines Gymnasiums im Landkreis, die in kurzer Zeit zum Erfolg führten, und mit Kreistagsbeschluss vom 9. April 1964 wurde die Errichtung eines Gymnasiums beim Kultusministerium beantragt.
Die industriell geprägte Wirtschaftsstruktur des Kreises ließ ein mathematisch-naturwissenschaftliches Gymnasium mit grundständigem Englisch als sinnvoll erscheinen; es sollte durch einen neusprachlichen Zweig ergänzt werden. Für den Standort bewarben sich die Gemeinden Obernburg, Elsenfeld und Erlenbach. Die Entscheidung fiel schließlich zugunsten des damaligen Marktes Erlenbach, dessen Rat und Bürgermeister verkehrstechnische Gründe vorgebracht und ein erschlossenes Baugelände sowie einen Zuschuss von 600.000 DM angeboten hatten.
Zunächst wurden Räumlichkeiten in der Dr.-Vits-Schule durch den Markt Erlenbach bereitgestellt und das Gymnasium Erlenbach-Obernburg wurde am 10. September 1965 mit einer Feierstunde eröffnet. Erster Leiter der Schule wurde der Studienprofessor Wilhelm Wolf aus Kitzingen, dem für 103 Schüler in drei Klassen neben zwei Referendaren und einer Sekretärin nur nebenamtliche Lehrkräfte zur Verfügung standen. Die Grundsteinlegung für ein eigenes Schulgebäude erfolgte am 9. Juni 1967. Bereits im folgenden September wurde mit 379 Schülern und 14 hauptamtlichen Lehrkräften der Schulbetrieb in dem halbfertigen Gebäude aufgenommen.
Die Einweihung des Neubaus erfolgte am 17. Oktober 1968, verbunden mit der offiziellen Namensverleihung. Die Schule wurde benannt nach dem Begründer der makromolekularen Chemie, dem Nobelpreisträger Hermann Staudinger, dessen Forschungen im benachbarten Chemie-Großbetrieb ihre technisch-industrielle Nutzanwendung gefunden hatten.
Die Unterrichtung der Schüler, deren Zahl 1972/1973 auf über 1000 angestiegen war, wurde zunächst nur durch Referendare sichergestellt, da die Zahl der hauptamtlichen Lehrkräfte erst Jahre später auf etwa 55 anstieg. 1974 legten die ersten 38 Schüler die Abiturprüfung ab. Die Umstellung auf die 5-Tage-Woche, die geburtenstarken Jahrgänge und vor allem die Einführung der Kollegstufe im Schuljahr 1977/1978 verstärkten die Raumnot der Schule, die nur für 21 Klassen gebaut worden war. Auf Antrag der Schulleitung beschloss der Kreistag, einen Erweiterungsbau zu errichten, der am 19. Mai 1981 eingeweiht wurde. Dieser Bau umfasste einen naturwissenschaftlichen Trakt, einen Biologietrakt, zwei Musiksäle, eine Bibliothek und Arbeits- und Aufenthaltsräume. Teile des einstöckigen Erweiterungsbaus von 1981 wurden 2015 abgerissen, um Platz für einen mehrstöckigen Anbau zu erhalten. Dabei wurden die beiden Stufensäle der Musik zurückgebaut.

## Lage und Verkehr
Das Hermann-Staudinger-Gymnasium befindet sich am nördlichen Stadtrand der Stadt Erlenbach im unterfränkischen Landkreis Miltenberg und steht direkt neben der Barbarossa-Schule, die von etwa 260 Mittelschülern besucht wird. Bushaltestellen gibt es neben dem Ostausgang an der Elsenfelder Straße sowie auf dem Schulparkplatz. 700 Meter entfernt ist der Bahnhof. Die Adresse des HSG ist die Elsenfelderstraße 55.

## Projekte

### Begegnung der Generationen
Ziele des Projekts sind die Verbesserung des Altersbildes in der Gesellschaft, die Zusammenführung der Generationen, die Entwicklung von Interesse und Verständnis für die Belange der anderen Generationen und das Kennenlernen von Traditionen und Wertigkeiten der jeweiligen Generationen. Somit können Generationsunterschiede kompensiert und das Sozialverhalten gefördert werden. Begründet wurde das Projekt im Jahr 2001 von dem Lehrer und späteren Landtagsabgeordneten Hans Jürgen Fahn. Mit den Jahren wurden neue Module ergänzt wie Handykurse, Seniorenkinobesuche, Senioren- und Kochnachmittage.

### Schülerzeitung
Der Name „Bunkerpost“ der Schülerzeitung leitet sich vom Sichtbetoncharme des ursprünglichen Gebäudes ab. Sie wurde 1966, im zweiten Schuljahr, gegründet. Erster Chefredakteur war Dieter Berthold, der auch später als Publizist und Kommunikationsfachmann arbeitete.
Nachdem die Druck-Ausgabe weniger Resonanz gefunden hatte, wurde im November 2018 eine digitale Schülerzeitung namens „bapp“ ins Leben gerufen. Sie wird auch als App angeboten. Während P-Seminare im Fach Informatik die technische Seite, unter anderem ein Content-Management-System, programmierten und einrichteten, wurden im Fach Deutsch Artikel erarbeitet sowie die Struktur für die Leser angelegt.
Die „bapp“ erhielt bayernweit zahlreiche Auszeichnungen, darunter den P-Seminar-Preis des Landes Bayern.

### Sport
Durch Zusammenarbeit mit umliegenden Vereinen und dem Handball-Leistungszentrum in Großwallstadt konnten die Schulmannschaften bei Jugend trainiert für Olympia den Landes- und 2014 den Bundessieger stellen.
Gegen den Trend entwickelt sich auch die Anzahl der Mannschaften in der Sportart Judo, die bei Jugend trainiert für Olympia antreten. Von anfangs einer Mannschaft in der Wettkampfklasse II bei den Jungen konnte die Anzahl der teilnehmenden Mannschaften beim Bezirksfinale von Jahr zu Jahr gesteigert werden. 2017 konnte man beim Landesfinale in München zum Beispiel eine Gold-, eine Silber- und eine Bronzemedaille in verschiedenen Wettkampfklassen erkämpfen.
In der Sportart Volleyball kam die Schulmannschaft des HSGs 2023 bis zu der Bayrischen Schulmeisterschaft und belegte den 3. Platz.

### Roboterbau
Seit 2006 wird Roboterbau, mittlerweile unter dem Titel „Robotech“, für Schüler ab der 6. Klasse als Wahlkurs angeboten. Dabei erlernen die Schüler spielend, vor allem mit Lego Mindstorms, die Grundlagen des wissenschaftlichen Denkens. Es geht im Kurs sowohl um die mechanische Funktionsweise der Roboter als auch um die intelligente Programmierung. In den letzten Jahren wurde der Wahlkurs noch durch Projekt-Seminare der Oberstufe, bei denen ältere Schüler den Schülern der Unterstufe ihr Wissen und ihre Erfahrung weitergeben können, erweitert. Den bisher größten Erfolg feierten die „Robo Tigers“ mit ihrer Europafinalteilnahme 2013 am Wettbewerb „First Lego League“. Weitere Wettbewerbe, an denen regelmäßig teilgenommen wird, sind der jährliche „Reis Robotics Invention Award“, die „World Robot Olympiad“ oder die „HAG Robotic Night“. 2017 stellten die Roboterbauer des HSG ihre Projekte und Entwicklungen bei einem von der Hochschule Aschaffenburg veranstalteten „MINT-Tag“ anderen Schülern aus Aschaffenburg und Umgebung, sowie Fachleuten aus Wirtschaft und Wissenschaft vor.

## Auszeichnungen (Auswahl)
- MINT-EC-Schule[13]
- Schule ohne Rassismus – Schule mit Courage[14]
- Umweltschule in Europa / Internationale Nachhaltigkeitsschule[15]
- Deutsche Schachschule[16]
- Teilnehmer bei Erasmus+, u. a. eTwinning-Qualitätssiegel 2023/24[17]
- Gütesiegel Treffpunkt Schulbibliothek – Fit in Medien![18]

## Technische Ausstattung
Alle Klassenzimmer verfügen über interaktive Whiteboards, die von Linux-Rechnern angesteuert werden, sowie über Dokumentenkameras. In naturwissenschaftlichen Fachräumen sind klassische Tafeln, Dokumentenkameras, PCs und Beamer vorhanden. Das gesamte Gebäude ist mit LAN und WLAN abgedeckt. Das HSG hat vier Computerräume mit Linux-Rechnern. Es existieren Klassensätze von Apple- sowie Android-Tablets sowie mehrere 3D-Drucker. Schülerinnen und Schüler haben ab der 7. Jahrgangsstufe die Möglichkeit, im Unterricht auf privaten Tablets mitzuschreiben. Voraussetzung ist der Erwerb eines Medienführerscheins, bei dem Kenntnisse von Medienethik, Urheberrecht und Technik nachgewiesen werden müssen. Im Rahmen des Projektes „Digitale Schule der Zukunft“ des Bayerischen Kultusministeriums wird ab dem Schuljahr 2024/25 in einzelnen Jahrgangsstufen eine 1:1-Ausstattung mit Tablets eingeführt; den Beginn machen zum März 2025 die Jahrgangsstufen 7 und 10. Dabei wird u. a. aus Gründen des Supports auf iPads gesetzt.

## Umbaumaßnahmen zur G8-Einführung
In Folge der Umstellung des bayerischen Gymnasialwesens auf das achtjährige Gymnasium mussten auch die Räumlichkeiten des HSG dem veränderten Bedarf angepasst werden. Insbesondere der umfangreichere Nachmittagsunterricht führte zum Ausbau von Aufenthaltsräumen und Mensa. Das ehemalige Schülercafé musste Platz machen für die rund 150 m² große Mensa mit Küche. Das Lehrerzimmer und der Verwaltungsbereich wurden erweitert. Im ehemaligen offenen Innenhof entstand der sog. „Thementurm“, welcher auf zwei Stockwerken Ruheecken und Computer mit Internetverbindung zur Verfügung stellte. Die Einweihung der umgebauten Räumlichkeiten fand am 7. Juli 2006 statt.
Da der Thementurm in seiner ursprünglichen Form von den Schülern nicht angenommen wurde, wurde nach einiger Zeit der obere Bereich zum Aufenthaltsbereich der Q11/Q12 umfunktioniert, im unteren Bereich bezog die SMV (Schülermitverwaltung) einen größeren Raum.
Im Jahr 2015 wurde die Nutzung des „Thementurms“ erneut geändert: Im unteren Bereich zog die Unterstufenbücherei ein, über die gesamte Fläche verteilen sich zudem die Medien der Schulbibliothek. Diese musste zwischen 2018 und 2020 im Zuge der Generalsanierung vorübergehend in Ersatzräume ausweichen. Ausstattung und Mobiliar der Schulbücherei wurden im Schuljahr 2024/25 erneuert; eine Kooperation mit der Stadtbücherei Erlenbach bindet den Medienbestand in den Online-Katalog der Stadtbücherei ein.

## Generalsanierung / Umbau ab 2015
Seit August 2015 wird das HSG gravierend umgebaut und erweitert. Die Planungsphase begann im März 2014. Ziele der Planung waren, den naturwissenschaftlichen Trakt durch den Umbau aufzuwerten und großzügiger zu gestalten; man wollte zudem flexiblere Raumnutzungen, z. B. durch teilbare Seminarräume gestatten. Weiterhin sollte die Schule energetisch auf den neuesten Stand gebracht werden.
Die Fassade des Gebäudebestandes wurde dazu komplett erneuert; alle Klassenräume wurden mit dezentraler Belüftung und sensorgestützter Leittechnik ausgestattet. Im Zuge des Umbaus änderten sich viele Raumnutzungen; verlegt wurden z. B. Haupteingang (von Westen nach Süden), Lehrerzimmer und Verwaltung sowie fast alle Fachräume.
Die Umbaumaßnahme gliederte sich in mehrere Phasen; durch den schrittweisen Ausbauplan wollte man einerseits die Belastungen für den Schulbetrieb gering halten, andererseits möglichst keine Raumnot verursachen, da neue Fach- und Klassenräume schon zu Beginn der Maßnahme geschaffen wurden.
Der Ablauf:
- Vorarbeiten bis September 2015: Abriss der zwei Musiksäle, zweier Klassenzimmer, eines Verbindungsflures sowie des Aufzugsschachts; teilweiser Abriss eines Treppenhauses. Auslagerung von vier Klassenzimmern in Pavillons (errichtet im Pausenhof).

- Bauabschnitt 1, bis Februar 2017: Neubau eines L-förmigen Gebäudeteils am Ort der ehem. Musiksäle bzw. vor dem derzeitigen Physik-Trakt in Richtung Osten (Elsenfelder Straße). Der nördliche Teil dieses Neubaus nimmt die Fachräume und Vorbereitungen von Physik, Biologie und Chemie auf (dreistöckig); die östliche Erweiterung beherbergt Klassenzimmer (zweistöckig). Der Bezug des Neubaus erfolgte zum Schulhalbjahr 2017. Die offizielle Übergabe fand am 5. April 2017 statt.[22]

- Bauabschnitt 2, bis November 2018: Sanierung des nördlichen Bereichs des Bestandsgebäudes, dabei wurden u. a. neue Musiksäle, Physik-Stufensäle, Kunstsäle und zahlreiche Klassenzimmer fertig gestellt.
- Bauabschnitt 3, bis März 2020: Sanierung des südlichen Teil des Bestandsgebäudes – in diesem Bereich liegen auch die Aula, die bisherige Verwaltung, die Mensa und der bisherige Haupteingang. Dies erforderte zahlreiche Interimslösungen, so war z. B. die Mensa bis Ostern 2019 an ihrem bisherigen Platz geöffnet, allerdings nur über einen schmalen Seiteneingang zu erreichen. Im weiteren Verlauf zog die Mensa incl. Küche und Spülküche zunächst ins Kellergeschoss; ein zukünftiger Werkraum diente als Interimsmensa. Nach einem größeren Wasserschaden musste die Mensa bis zum Abschluss der Bauarbeiten in das Pavillongebäude im Pausenhof ausweichen. Mittlerweile ist die Mensa mit deutlicher verbesserter Küchenausstattung und größeren Lager- und Kühlräumen wieder am ursprünglichen Platz beheimatet. Auch zahlreiche andere neue Räume des Bauabschnitts 2 mussten in Abschnitt 3 vorübergehend anders als vorgesehen genutzt werden, da Lehrerzimmer, Sekretariat und sonstige Verwaltung untergebracht werden mussten.

Ursprünglich sollten Umbau und Sanierung bei einem Kostenrahmen von knapp 17,5 Mio. Euro bis 2019 dauern. Nach verschiedenen Verzögerungen und Kostensteigerungen lagen die Gesamtkosten bei etwas über 22 Mio. Euro, der Fertigstellungszeitpunkt im März 2020. Architekt und Generalplaner des Umbaus ist das Büro agn smp aus Eltville-Erbach. Die offizielle Einweihungsfeier nach Abschluss der Generalsanierung fand aufgrund der Corona-Pandemie mit zweijähriger Verspätung im November 2022 statt.

## Sanierung der Turnhallen ab 2024
Im Rahmen des „Schulbauprogramms III“ saniert der Landkreis Miltenberg als Sachaufwandsträger das Turnhallengebäude mit zwei Turnhallen. Der Bestandsbau wird dabei vollständig entkernt. Als Kosten sind etwas über 7 Mio. Euro vorgesehen. Die Sanierung soll zum Beginn des Schuljahres 2025/26, d. h. zum September 2025 abgeschlossen sein. Der Sportunterricht findet in der Zwischenzeit in den Turnhallen der Barbarossa-Mittelschule sowie des TV Erlenbach statt.

## Persönlichkeiten
Schulleiter
- Wilhelm Wolf (1965–1968)[29]
- Alfred Stapf (1968–1980)[29]
- Dietger Reinhold (1980–1986)
- Werner Trost (1986–2006)
- Konrad Blank (2006–2017)[30]
- Christine Büttner (2017–2024)[31]
- Michael Lummel (ab 2024)[32]

Lehrer
- Hans Jürgen Fahn, Lokal- und Landespolitiker, Mitglied des Bayerischen Landtages 2008–2018 (Freie Wähler)
- Heinz Kaiser, Lokal- und Landespolitiker, Mitglied des Bayerischen Landtages 1978–2008 (SPD)

Schüler
- Jens Marco Scherf, Landrat des Landkreises Miltenberg
- Uwe Klug, Kanzler der Universität Würzburg[33]
- Christoph Eichhorn, Deutscher Diplomat